# Thelcticopis humilithorax
Thelcticopis humilithorax är en spindelart som först beskrevs av Simon 1910.  Thelcticopis humilithorax ingår i släktet Thelcticopis och familjen jättekrabbspindlar.
Artens utbredningsområde är Kongo. Inga underarter finns listade i Catalogue of Life.